# Duguetia duckei
Duguetia duckei é uma espécie de magnólia. Foi descrito pela primeira vez por Robert Elias Fries .  Duguetia duckei pertence ao gênero Duguetia, e à família Annonaceae.

## Morfologia
A espécie apresenta ramos jovens cobertos por tricomas lepidotos e folhas com lâmina estreitamente elíptica ou ovada, com face adaxial glabra e face abaxial esparsamente coberta por tricomas lepidotos. A base das folhas varia entre obtusa, atenuada ou arredondada, e o ápice é acuminado ou agudo. As inflorescências são paucifloras, com botões florais globosos. As flores são brancas, com sépalas livres e largamente ovadas, e pétalas internas e externas subiguais, ambas largamente ovadas. Os frutos são subglobosos, com colar basal presente e densamente cobertos por tricomas lepidotos, embora sua cor não seja conhecida.

## Ocorrência
A árvore é nativa e endêmica do Brasil, com ocorrência confirmada no estado do Pará. Está presente nos domínios fitogeográficos da Amazônia e do Cerrado, ocorrendo em Florestas de Terra Firme.